# ۱۱ سگ بزرگ
۱۱ سگ بزرگ یک ستاره است که در صورت فلکی سگ بزرگ قرار دارد.